# Mojang Studios
Mojang Studios er en svensk videospilsudvikler med base i Stockholm. Det blev i 2009 grundlagt af den uafhængige videospilsdesigner Markus Persson som Mojang Specifications til udvikling og udgivelse af Perssons sandbox- og overlevelses-videospil Minecraft. Studiet arvede sit navn fra et tidligere videospilsfortagende, som Persson to år forinden havde forladt. Efter spiludgivelsen inkorporerede Persson i samarbejde med Jakob Porsér virksomheden som Mojang AB i slutningen af 2010 og hyrede Carl Manneh som virksomhedens administrerende direktør. Andre tidligere ansættelser omfattede Daniel Kaplan og Jens Bergensten.
Minecraft blev en stor succes og endte til sidst med at blive det mest solgte spil nogensinde, hvilket gav Mojang vedvarende vækst. Med et ønske om at komme videre med spillet tilbød Persson at sælge sin andel i Mojang, og virksomheden blev opkøbt af Microsoft gennem Xbox Game Studios (dengang kendt som Microsoft Studies) i november 2014. Persson, Porsér og Manneh efterlod efterfølgende Mojang, hvor Jonas Mårtensson erstattede Manneh. I maj 2020 blev Mojang rebranded som Mojang Studios.
I 2021 beskæftiger virksomheden cirka 600 medarbejdere. Direktører inkluderer administrerende direktør Mårtensson og studiechef Helen Chiang. Mojang Studios har udover Minecraft udviklet Caller's Bane, et digitalt samler kortspil, Crown and Council, et turbaseret strategispil, og dungeon crawl spillet Minecraft Dungeons. Det har også udgivet adskillige mindre spil som en del af Game jams organiseret af Humble Bundle og udgivet de eksternt udviklede Cobalt og Cobalt WASD